# Plantago sempervirens
Plantago sempervirens é uma espécie de planta com flor pertencente à família Plantaginaceae. 
A autoridade científica da espécie é Crantz, tendo sido publicada em Institutiones Rei Herbariae 2: 331. 1766.

## Portugal
Trata-se de uma espécie presente no território português, nomeadamente em Portugal Continental.
Em termos de naturalidade é nativa da região atrás indicada.

## Protecção
Não se encontra protegida por legislação portuguesa ou da Comunidade Europeia.